# يائيل جيرمان
يائيل جيرمان (بالعبرية: יעל גרמן، من مواليد 4 أغسطس 1947) هي سياسية إسرائيلية تشغل حاليا منصب عضو في الكنيست حزب هناك مستقبل وكانت وزيرة الصحة بين عامي 2013 و 2014 ورئيسة بلدية هرتسليا بين عام 1998 وعام 2013.

## روابط خارجية
- يائيل جيرمان على الموقع الإلكتروني للكنيست